# Gaspar de Vigodet

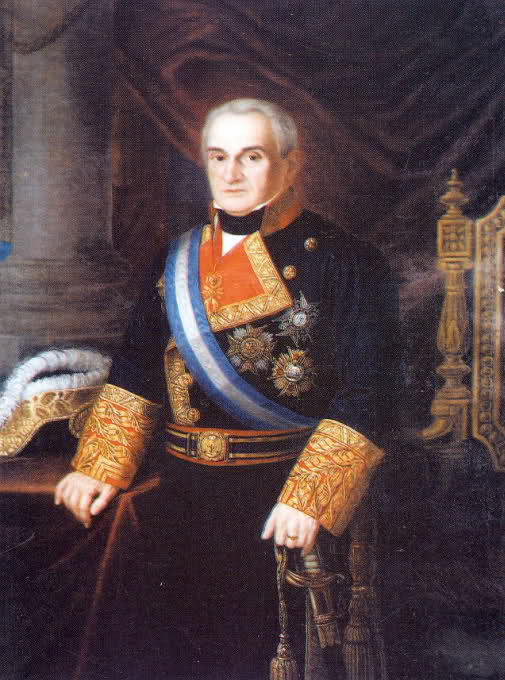
Gaspar de Vigodet

José Gaspar de Vigodet (in einigen zeitgenössischen Dokumenten auch als Gaspar de Bigodé bezeichnet) (* 1764 in Sarrià de Barcelona; † 1834 in Madrid) war ein spanischer Militär französischer Abstammung.

## Leben
De Vigodet nahm er vom 30. August 1782 bis 4. Februar 1783 an Belagerung von Gibraltar teil und wurde zum Leutnant befördert. 1793 nahm er am Krieg von Roussillon teil. Im Jahr 1806 wurde er im Rang eines Oberstleutnants bei der andalusischen Armee eingesetzt. Während des Unabhängigkeitskrieges kämpfte er 1808 in der Schlacht von Bailen (19. Juli) und Tudela (23. November) und wurde zum Oberst befördert. Er nahm danach an der Schlacht von Tarancon (23. Dezember) un im folgenden Jahr an der Schlacht von Uclés (13. Januar 1809), sowie am Gefecht von Mora (18. Februar) und von Consuegra (22. März) teil. Für seine Teilnahme an der Schlacht bei Ocaña (19. November 1809) und nach den Rückzugskämpfen durch die Sierra Morena wurde er am 16. März 1810 zum Brigadier befördert.
Durch die Junta Suprema Central von Cádiz wurde er zum Gouverneur von Montevideo bestellt, erstmals vom 7. Oktober 1810 bis Januar 1811, unterbrochen durch die zweite Amtszeit Francisco Javier de Elíos (Januar 1811 bis 18. November 1811), erneut ab dem 18. November 1811. In seiner zweiten Amtszeit fiel zunächst der Bruch des am 21. Oktober 1811 zwischen seinem Vorgänger als Gouverneur, dem Vizekönig Francisco Javier de Elío, und dem Primer Triunvirato geschlossenen Waffenstillstands seitens Vigodet am 8. Januar 1812. Am 31. Dezember 1812 wurde Vigodet sodann in der Schlacht von Cerrito von den Belagerern Montevideos besiegt. Seine Zeit als Gouverneur Montevideos endete schließlich am 23. Juni 1814, nachdem zuvor am 21. Juni 1814 Carlos María de Alvear die Kapitulation angenommen hatte.
Nach der Ausübung einiger weiterer Ämter in Rio de Janeiro ging Gaspar de Vigodet nach Spanien zurück, wo er 1820 zum Capitán General von Kastilien ernannt wurde. Gemeinsam mit Cayetano Valdés und Gabriel Ciscar y Ciscar wirkte er an der Absetzung Ferdinand VII. mit. Nach der Wiederherstellung der Macht Ferdinands VII. musste Gaspar de Vigodet 1823 ins Exil nach Frankreich gehen, kehrte jedoch im Jahr nach dem Tod des spanischen Königs 1834 zurück.